# Ignacy Tłoczyński

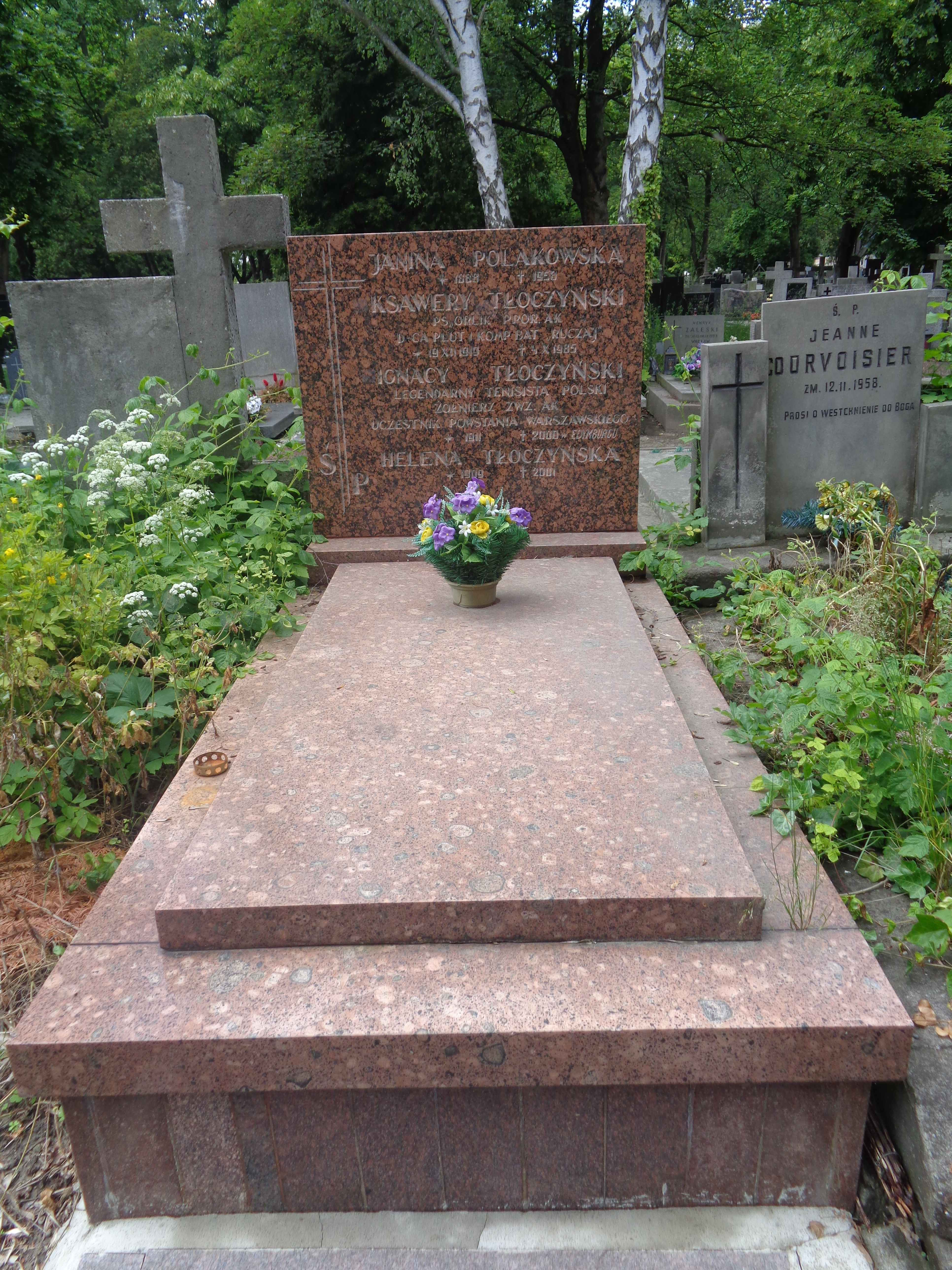
Grób Ignacego Tłoczyńskiego na cmentarzu Powązkowskim

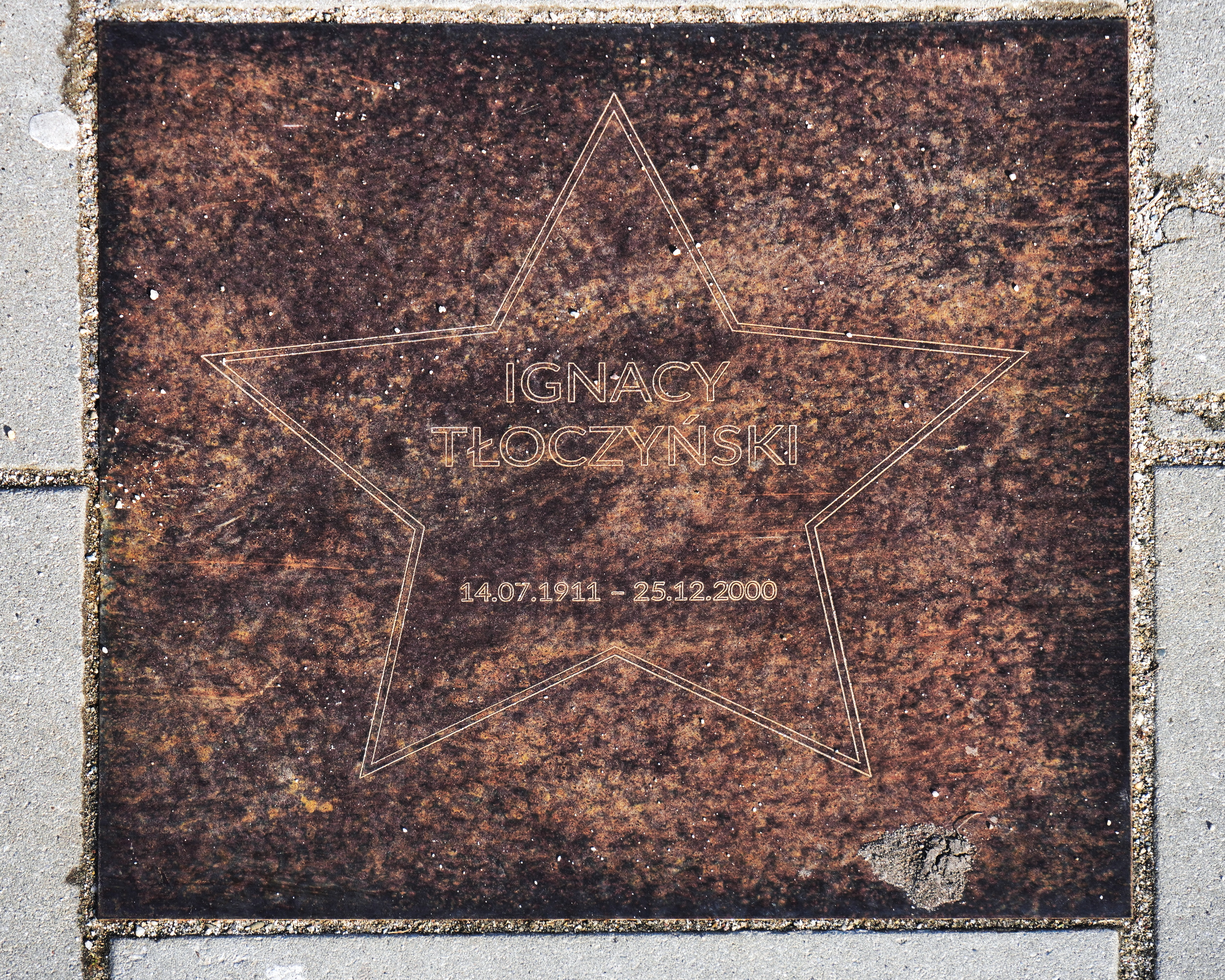
Gwiazda Ignacego Tłoczyńskiego na Alei Gwiazd Tenisa w Krakowie

Ignacy Tłoczyński (ur. 14 lipca 1911 w Poznaniu, zm. 25 grudnia 2000 w Edynburgu) – polski tenisista, pięciokrotny mistrz Polski w grze pojedynczej, ćwierćfinalista wielkoszlemowych mistrzostw Francji, reprezentant w Pucharze Davisa.

## Życiorys
Był wychowankiem poznańskiego AZS. Już jako nastolatek zyskał opinię solidnego gracza, szczególnie wyróżniającego się w cierpliwej grze z głębi kortu, i z tej racji był w Poznaniu cenionym partnerem do sparingów dla najlepszych zawodników. Ze względu na trudną sytuację finansową pobierał za treningi pieniądze. Spowodowało to, że do uznania go za amatora potrzebna była specjalna uchwała Polskiego Związku Lawn-Tenisowego, która zapadła 15 stycznia 1929.
W tymże roku Tłoczyński debiutował na mistrzostwach Polski. Doszedł do ćwierćfinału w singlu, będąc najtrudniejszym przeciwnikiem obrońcy tytułu Maksymiliana Stolarowa, a w deblu w parze z kolegą klubowym z AZS Przemysławem Warmińskim (razem występowali także w drużynie hokejowej) został wicemistrzem Polski. Wkrótce został włączony do reprezentacji Polski w Pucharze Davisa i w maju 1930 debiutował w tych rozgrywkach w meczu z Rumunią. Zdobywając dwa punkty singlowe, w tym po pokonaniu faworyzowanego i doświadczonego Nicolae Mishu, przyczynił się do historycznego, pierwszego zwycięstwa Polski w Pucharze Davisa. Mniej szczęśliwie wypadł występ Tłoczyńskiego w kolejnej rundzie przeciwko silnym Brytyjczykom – przegrał oba mecze singlowe, a w deblu z Warmińskim w niespełna pół godziny zanotował dotkliwą porażkę 0:6, 0:6, 0:6. Pogromcami polskiej pary byli Colin Gregory i Ian Collins, aktualni finaliści Wimbledonu, którzy nigdy nie ponieśli porażki w meczach Pucharu Davisa.
Bez względu na występ przeciwko Wielkiej Brytanii Tłoczyński zapisał się w pamięci kibiców jako bohater pierwszego zwycięstwa daviscupowego Polski. Wyrazem popularności było 2. miejsce w Plebiscycie „Przeglądu Sportowego” w 1931, jedynie za lekkoatletą Januszem Kusocińskim. Jeszcze w 1930 Tłoczyński zdobył pierwszy tytuł mistrza Polski (pokonując w finale M. Stolarowa), a także przeszedł do drużyny warszawskiej Legii, w barwach której został drużynowym wicemistrzem Polski. Jesienią tegoż roku wygrał międzynarodowy turniej w Warszawie. Udanie startował również w 1931, broniąc skutecznie tytułu mistrza Polski (ponownie w finale ze Stolarowem) i zdobywając punkty w Pucharze Davisa. Był w finale pierwszych międzynarodowych mistrzostw Polski. Uczestniczył w meczu towarzyskim z paryskim Racing Clubem, w barwach którego występował m.in. jeden z „Muszkieterów” Henri Cochet.
W latach 1925–1939 w ramach walki o mistrzostwo Polski rywalizowano również o Puchar Millera (od nazwiska prezesa Polskiego Związku Lawn-Tenisowego Edwarda Millera) – przechodnie trofeum, które zawodnik mógł zdobyć na stałe razem z trzecim z rzędu lub piątym w ogóle tytułem mistrza Polski. Tłoczyński nie wykorzystał szansy na zdobycie Pucharu Millera w 1932, kiedy mistrzem Polski został lwowianin Józef Hebda. Aż do wybuchu II wojny światowej Tłoczyński i Hebda prowadzili korespondencyjny pojedynek o Puchar Millera, zakończony ostatecznie na korzyść Tłoczyńskiego w 1939, kiedy świętował on piąte mistrzostwo. Tytuły w grze pojedynczej zdobył ponadto w 1934 i 1937. Był ponadto siedem razy mistrzem Polski w grze podwójnej i mieszanej oraz sześć razy międzynarodowym mistrzem Polski (w 1934 w grze pojedynczej).
Do najważniejszych sukcesów Tłoczyńskiego na kortach europejskich w okresie międzywojennym można zaliczyć tytuły mistrza Nicei, Portugalii, Walii, Południowej Anglii. W 1934 w finale międzynarodowych mistrzostw Węgier uległ Ladislavowi Hechtowi. Przyczynił się do zdobycia przez Polskę Pucharu Europy Środkowej – trofeum, o które w dwuletnim cyklu rywalizowały także Austria, Czechosłowacja, Jugosławia, Węgry i Włochy (1937–1938), wygrywając osiem meczów z dziesięciu (w singlu i deblu). Tłoczyński odnosił także cenne indywidualne zwycięstwa w Pucharze Davisa, pokonując m.in. Holendra Hendrika Timmera czy Włocha Giorgio De Stefani. Miał także okazję zmierzyć się z takim rywalem, jak przyszły trzykrotny mistrz Wimbledonu Fred Perry, któremu uległ w trzech setach w 1932.
Szczytową dyspozycję Tłoczyński prezentował w 1939. Był bohaterem dramatycznego, ale przegranego meczu daviscupowego z Niemcami, kiedy w napiętej przedwojennej atmosferze pokonał Hennera Henkela oraz dawnego reprezentanta Czechosłowacji Rodericha Menzla, obu klasyfikowanych w czołowej dziesiątce na świecie. Na międzynarodowych mistrzostwach Francji (obecne French Open) doszedł do ćwierćfinału, przegrywając w czterech setach z Amerykaninem Bobby Riggsem (późniejszym finalistą mistrzostw Francji oraz mistrzem Wimbledonu). Razem z Adamem Baworowskim doszedł także w tym turnieju do półfinału debla, pokonując m.in. parę angielską Charlesa Hare i Franka Wilde oraz Jugosłowian Punceca i Mitica, a przegrywając z Charlesem Harrisem i Donem McNeillem. Sukcesy zapewniły Polakowi wysokie lokaty w rankingach, m.in. przez Francuza Kaufmana Tłoczyński został uznany za trzecią rakietę Europy (za Puncecem i von Crammem). Tłoczyński został także rozstawiony z ósmym numerem na Wimbledonie, ale przegrał w III rundzie z Hindusem Mahomedem.
Wybuch wojny przerwał, ale nie zakończył kariery Tłoczyńskiego. W czasie okupacji grał w tenisa sporadycznie na warszawskich kortach. Uczestniczył w powstaniu warszawskim, był ranny, trafił następnie do obozu jenieckiego pod Salzburgiem. Rozegrał tam mimo kontuzji pokazowe spotkanie z francuskim zawodowym trenerem tenisa. Po wyzwoleniu obozu Tłoczyński – razem z innym więzionym tam tenisistą Czesławem Spychałą – dołączył we Włoszech do Korpusu gen. Andersa, a następnie osiadł w Wielkiej Brytanii. Już w 1946 wziął udział w pierwszej powojennej edycji Wimbledonu, stając się bohaterem konfliktu dyplomatycznego – głośno protestował, kiedy na życzenie polskiej ambasady przy jego nazwisku zdjęto polskie oznaczenie reprezentacyjne. Na Wimbledonie 1946 doszedł w parze ze Spychałą do III rundy debla, przegrywając z późniejszymi finalistami Geoffem Brownem i Dinny Pailsem.
Występy tenisowe w gronie amatorów Tłoczyński kontynuował jeszcze prawie dziesięć lat. Dwukrotnie był finalistą mistrzostw Wielkiej Brytanii na kortach ziemnych (1947, 1948, przegrywał z reprezentantem Afryki Południowej Erikiem Sturgessem), trzykrotnie wygrywał mistrzostwa Szkocji (1949–1951), był także mistrzem Londynu (1951). Sukcesy odnosił głównie na kortach ziemnych, ale radził sobie także na trawie (dwukrotne mistrzostwo Północnej Anglii w Scarborough). Łącznie zaliczył czternaście startów wimbledońskich, jeszcze w 1951 dochodząc do III rundy i przegrywając z młodym Australijczykiem Lew Hoadem. W 1947 odmówił udziału w meczu Pucharu Davisa z Wielką Brytanią w Warszawie, chociaż jego start mógł przesądzić o wygranej Polski (wielokrotnie pokonał czołowego Brytyjczyka Tony’ego Mottrama). Na decyzji odmownej zaważyła opinia gen. Andersa, któremu wciąż jako wojskowy – formalnie podlegał. Tłoczyński uczestniczył natomiast w Anglii w rozgrywkach drużynowych w barwach klubu „Polonia”, obok Spychały, Maksymiliana Stolarowa i Ernesta Wittmanna. W klubie tym grywał często pisarz Józef Garliński.
W 1954 Tłoczyński udał się na zaproszenie maharadży na pół roku do Madrasu, gdzie uczestniczył w turniejach tenisowych (rewanżując się m.in. swojemu przedwojennemu wimbledońskiemu pogromcy Mahommedowi) i udzielał lekcji. W 1955 zakończył karierę amatorską i z ramienia firmy Dunlop został trenerem i opiekunem dużego obiektu tenisowego w klubie Craiglockhart w Edynburgu. Pracował tam do 1990, wychowując m.in. kilka mistrzyń Szkocji.
Tłoczyński nie mógł się pochwalić dobrymi warunkami fizycznymi, ale uchodził za tytana pracy, który – w odróżnieniu od swojego rywala Józefa Hebdy – sukcesy zawdzięczał przede wszystkim własnej pracy. Grał solidnie z głębi kortu, był mistrzem minięcia, wypracował sobie także mocny serwis. Wyróżniał się wyjątkową ambicją i walecznością. Dobrym tenisistą był również jego młodszy brat Ksawery, który po wojnie pozostał w kraju i zdobył m.in. dwukrotnie mistrzostwo Polski w grze podwójnej.
Pochowany na cmentarzu Powązkowskim w Warszawie (kwatera 102-5-25).

## Ordery i odznaczenia
- Srebrny Krzyż Zasługi (11 listopada 1934)[2]